# 跛子拳
跛子拳，又稱跛腳拳，四川省拳術，為中國武術流派之一。

## 源流
相傳跛子拳起於四川峨嵋山，由一名和尚所創，參照傷殘者的動作編創，借以在實戰中麻痺敵手，出奇致勝。民國初期，峨嵋山淨雲禪師雲遊至安岳時，將這門拳法傳授給周祖德，這門拳法才流傳開來。

## 特色
跛子拳的套路一共有八十招，拳法模仿跛子，駝背，爪手等傷殘者的形象，結合武術中的擊打摔拿等手，法，跟行步，僕步，掃腿等下盤功夫，編成招式套路。拳擊都是模仿爪手的勾手，而不是拳頭進擊，架式短小，步法短快，身法手法都裹緊，獨具風格。

## 來源
1. ↑  毛銀坤《四川武術大全》